# Maurice Greiffenhagen

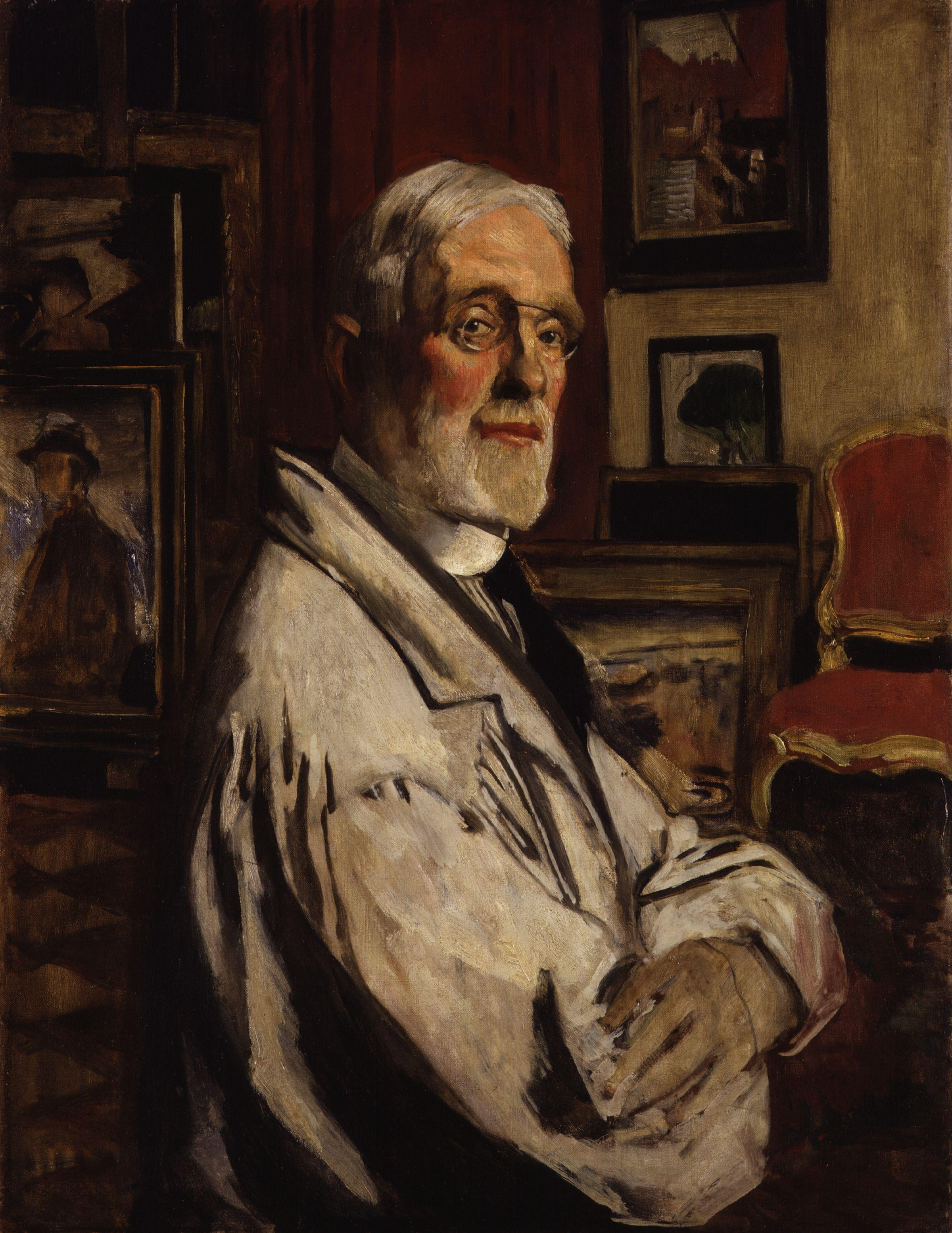
Selbstporträt aus den 1920er Jahren (Öl auf Leinwand, 914 mm × 711 mm), heute in der National Portrait Gallery, London

Maurice Greiffenhagen (* 15. Dezember 1862 in London; † 26. Dezember 1931) war ein britischer Maler, der seit 1884 der Royal Academy angehörte. 

## Leben
Maurice Greiffenhagen wurde in London als Sohn eines baltischen Kaufmanns geboren, der sich in England niedergelassen hatte. Er heiratete im Jahr 1889 Beatrice Latham. Im Jahr 1891 lebten sie in den Primrose Hill Studios, in der Nähe anderer Künstler. Bald zogen sie in die Loudon Road 12, wo sie für den Rest seines Lebens wohnten.
Von 1906 bis 1926 lehrte er an der Glasgow School of Art und wurde 1916 zum außerordentlichen Mitglied der Royal Academy und 1922 zum Royal Academician ernannt. Er malte eine Vielzahl von Bildern, insbesondere Landschaften und Porträts. Daneben entwarf er auch Plakate, z. B. London: Piccadilly und eines der beliebtesten Reiseplakate, Gateway to Scotland, das 1924 von der London, Midland and Scottish Railway in Auftrag gegeben worden war.
Sein Gemälde The Idyll inspirierte D. H. Lawrence zu seinem Roman White Peacock, da es eine tiefgreifende Wirkung auf den Autor hatte. Weiterhin illustrierte er auch Bücher wie Sanders of the River für das Windsor Magazine. Seine Freundschaft mit Henry Rider Haggard führte dazu, dass er Haggards beliebte Abenteuerbücher wie She oder Die Heilige Blume illustrierte.